# سینتیا اوواک
سینتیا اوواک (انگلیسی: Cynthia Uwak؛ زادهٔ ۱۵ ژوئیهٔ ۱۹۸۶) بازیکن فوتبال اهل نیجریه است.
از باشگاه‌هایی که در آن بازی کرده‌است می‌توان به باشگاه فوتبال زنان المپیک لیون و باشگاه فوتبال زاربروکن اشاره کرد.
وی همچنین در تیم‌های ملی فوتبال Nigeria women's national under-20 football team و زنان نیجریه بازی کرده‌است.
وی در مسابقات کشوری و بین‌المللی در مجموع برندهٔ ۲ مدال طلا شده‌است.